# 崔德志
崔德志（1927年6月3日—），笔名马非，男，黑龙江青冈人，中国剧作家，中国戏剧家协会理事，第六、七届全国人大代表。